# Alamo Heights
Alamo Heights ist eine Stadt in Bexar County im US-Bundesstaat Texas.

## Geographie
Laut dem United States Census Bureau hat die Stadt eine Gesamtgröße von 4,8 km², ohne nennenswerte Wasserflächen.

## Demographie
Bei der Volkszählung im Jahr 2000 wurden 7.319 Personen, 3.197 Haushalte und 1.819 Familien, die in der Stadt wohnen, ermittelt. Die Bevölkerungsdichte beträgt 1.528 pro km². Es gibt 3.460 Wohneinheiten mit einer ungefähren Dichte von 722 pro km². Ethnisch setzte sich die Stadtbevölkerung wie folgt zusammen: 93,80 % Weiße, 0,56 % Afroamerikaner, 0,33 % amerikanische Ureinwohner, 0,85 % Asiaten, 0,01 % Bewohner der Pazifischen Inseln, 2,81 % mit anderer Volkszugehörigkeit und 1,64 % mit Zugehörigkeit zu mehreren Volksgruppen. 13,55 % der Bevölkerung sind Hispanics oder Lateinamerikaner beliebiger Herkunft.
Es gibt 3.197 Haushalte, von denen 28,1 % Kinder unter 18 Jahren beherbergen, 46,5 % sind verheiratete Paare, die zusammen leben, 7,9 % haben einen weiblichen Haushaltschef ohne Ehemann und 43,1 % sind keine Familien. 38,3 % aller Haushalte werden von Einzelpersonen verwaltet und in 12,9 % lebt jemand, der 65 oder älter ist, allein. Der Durchschnittshaushalt hat eine Größe von 2,16, die Durchschnittsfamilie 2,91 Personen.
In der Stadt sind 22,3 % der Bevölkerung unter 18, 6,2 % zwischen 18 und 24, 29,2 % zwischen 24 und 44, 25,1 % zwischen 45 und 64 und 17,2 % 65 Jahre oder älter. Das Durchschnittsalter liegt bei 40 Jahren. Auf 100 weibliche kommen 82,5 männliche Personen. Auf alle Frauen über 18 Jahren kommen 75,0 Männer.
Das Durchschnittseinkommen eines Haushaltes in der Stadt beträgt 64.688 $ und das von Familien 86.897 $. Männer haben ein durchschnittliches Einkommen von 60.527 $, Frauen 37.089 $. Das Prokopfeinkommen für den Landkreis beträgt 45.640 $. 3,5 % der Bevölkerung und 1,6 % der Familien leben unterhalb der Armutsgrenze. Bezogen auf die Gesamtbevölkerung leben 3,7 % der Personen unter 18 und 6,4 % der Personen im Alter von 65 und älter unterhalb der Armutsgrenze.
Bei der Volkszählung im Jahr 2010 hatte die Stadt eine Gesamtbevölkerung von 7.031 Personen.